# Amiga 1200
Der Amiga 1200 (A1200) ist ein 32-Bit-Heimcomputer des amerikanischen Technologiekonzerns Commodore International aus West Chester, Pennsylvania, Vereinigte Staaten, der im Oktober 1992 auf den Markt gelangte. Im unteren Marktsegment sollte er den erfolglosen Vorgänger Amiga 600 (kurz A600) ablösen.
Der als Tastaturcomputer ausgeführte A1200 ist mit einem auf 14 MHz getakteten Hauptprozessor des Typs Motorola 68EC020, einem Arbeitsspeicher von 2 MB (Chip-RAM) sowie einem Festspeicher von 512 kB (ROM) ausgestattet, der das Betriebssystem nebst grafischer Benutzeroberfläche enthält. Das Modell ging aus dem für den Multimedia-Bereich konzipierten High-End-Rechner Amiga 4000 hervor und gehört damit zur dritten und letzten Generation der Amiga-Computer, die mit dem leistungsfähigen AGA-Chipsatz ausgestattet wurde.
Der Einführungspreis des A1200 lag in den Vereinigten Staaten bei 599 US$. In Deutschland belief sich die unverbindliche Preisempfehlung auf 899 DM. Bis Ende 1993 wurden 95.500 Exemplare auf dem deutschen Markt verkauft. Nach dem Konkurs von Commodore im April 1994 wurde die Produktion des A1200 zunächst für rund ein Jahr ausgesetzt. Ab Mai 1995 wurde der Rechner dann technisch nahezu unverändert von der deutschen Firma Amiga Technologies (einer Tochterfirma von Escom) neu aufgelegt. Nach der Insolvenz von Escom 1996 wurde die Produktion des A1200 endgültig eingestellt. Die genaue Anzahl der weltweit bis zu diesem Zeitpunkt abgesetzten Einheiten ist nicht bekannt.
Mit dem Ende des A1200 reduzierte sich die Zahl der auf dem Markt noch konkurrenzfähigen Systemplattformen auf zwei, nämlich die marktbeherrschenden IBM-PC- bzw. MS-DOS-Kompatiblen sowie die Rechner der Macintosh-Serie von Apple.

## Geschichte

### Entwicklung

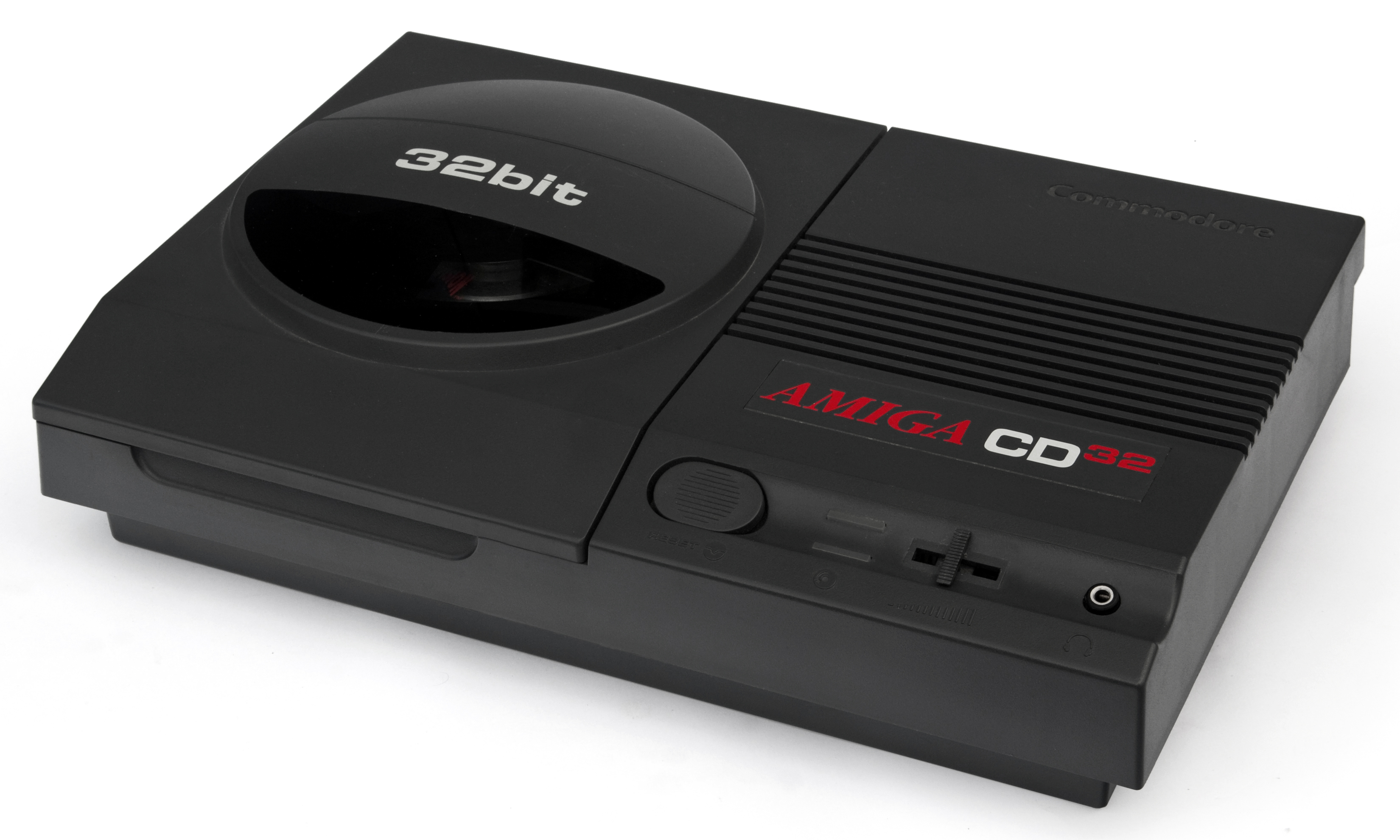
Spielekonsole CD³²

Im Sommer 1991 übernahm der ehemalige IBM-Manager Bill Sydnes auf Betreiben des damaligen Geschäftsführers Mehdi Ali die betriebswirtschaftliche Leitung der Entwicklungsabteilung von Commodore International. Unter Sydnes’ Ägide geriet der im März 1992 als Nachfolger für das Erfolgsmodell Amiga 500 (kurz A500) bzw. den leicht verbesserten Amiga 500 Plus (kurz A500Plus) vorgestellte Amiga 600 zum Flop. Grund hierfür waren schwere Designfehler: So fehlte dem A600 ein numerischer Ziffernblock, die Tastatur war unergonomisch und aufgrund des winzigen Gehäuses sowie fehlender Schnittstellen war der Rechner kaum ausbaufähig. Obendrein lieferte der A600 kaum bessere Leistungsdaten als der A500Plus, da beide Modelle bereits mit dem ECS-Chipsatz ausgestattet waren.
Da Sydnes mit übertriebener Eile bereits die Einstellung der Produktion des zwar veralteten, aber immer noch recht populären A500 sowie des A500Plus veranlasst hatte, um dem A600 keine hausinterne Konkurrenz zu bereiten, stand Commodore plötzlich ohne konkurrenzfähigen Amiga-Heimcomputer da. Im Mai 1992 beauftragte Sydnes Greg Berlin, der u. a. bereits an der Projektierung des Commodore 128 teilgenommen hatte, aber lediglich mit der Entwicklung eines neuen High-End-Rechners, aus dem der Amiga 4000 hervorging. Diese Entscheidung offenbarte Sydnes’ noch aus seiner Zeit bei IBM stammende Blindheit für das untere Marktsegment, aus dem Commodore jedoch traditionell seine Kundschaft rekrutierte. Als das neue High-End-Modell im September 1992 planungsgemäß die Serienreife erlangte, war Sydnes bereits entlassen worden und die Entwicklungsabteilung begann unverzüglich mit der Arbeit am Entwurf einer Heimcomputer-Version des Amiga 4000.
Im Zentrum der Planungen für den neuen Rechner stand die Verwendung des AGA-Chipsatzes. Das Gehäuse mit integriertem 3½-Zoll-Diskettenlaufwerk war vom A500 inspiriert. Nach dem Vorbild des gescheiterten A600 sollte der neue Rechner ebenfalls über eine externe PCMCIA-Schnittstelle sowie einen AT-IDE-Pfostenstecker zum Anschluss einer internen 2½-Zoll-Festplatte verfügen. Außerdem entschied sich das Entwicklerteam für die Verwendung eines relativ leistungsfähigen, aber gleichzeitig kostengünstigen Hauptprozessors, den man im Motorola 68EC020 fand. Um die erweiterten Grafikfähigkeiten des AGA-Chipsatzes voll zur Geltung zu bringen, wurde die als intuitives Betriebssystem dienende grafische Benutzeroberfläche der Vorgängermodelle zum AmigaOS 3.0 weiterentwickelt.
Auf Basis des Amiga 1200 entwickelte Commodore 1993 eine CD-ROM-Spielekonsole namens CD³², die allerdings letztlich erfolglos blieb.

### Markterfolg
Die im A1200 verwendeten Hauptprozessoren wurden von Motorola produziert. Da Commodore aus einem Mangel an Liquidität die konzerneigene Halbleiterproduktion bei MOS Technology zu diesem Zeitpunkt bereits stark hatte zurückfahren müssen, wurde die Herstellung des AGA-Chipsatzes extern an Hewlett-Packard vergeben. Bis Weihnachten 1992 wurden aber nur ca. 100.000 AGA-Chipsätze ausgeliefert, obwohl rund 200.000 Vorbestellungen für den A1200 vorlagen, die vor allem aus Westeuropa kamen. Die von Commodore mit dem neuen Rechner erwirtschafteten Gewinne hätten also deutlich höher ausfallen können, sofern man es geschafft hätte, eine hinreichende Anzahl an Geräten zur Befriedigung der durchaus starken Nachfrage überhaupt herzustellen. Die langen Lieferzeiten verärgerten viele potenzielle Kunden. So wurde das Weihnachtsgeschäft des Jahres 1992 für Commodore zu einer Enttäuschung, da obendrein der bereits in großen Mengen produzierte A600 nach der Markteinführung der neuen Amiga-Modellreihe mit AGA-Chipsatz als technisch veraltet galt und sich zunehmend zum Ladenhüter entwickelte.
Mit der fortschrittlichen AGA-Architektur und dem guten Preis-Leistungs-Verhältnis gelang es dem A1200 jedoch, dem A500 allmählich den Rang abzulaufen. So überstiegen die Verkaufszahlen des neuen Low-End-Modells im Sommer 1993 erstmals die des einstigen Verkaufsschlagers. In Europa schaffte es der A1200 schließlich bis zur Insolvenz von Commodore immerhin, in puncto Marktanteile den Apple Macintosh vom zweiten Platz zu verdrängen, wenngleich es nicht gelang, die zu diesem Zeitpunkt bereits zementierte Marktdominanz der MS-DOS-Kompatiblen anzutasten oder gar zu brechen.
Um den Verkauf des seit dem Konkurs von Commodore im Vorjahr nicht mehr produzierten Rechners anzukurbeln, wurde der A1200 ab Mai 1995 von Escom massiv in allen Filialen der US-amerikanischen Schnellrestaurant-Kette McDonald’s beworben. Escom verkaufte bis Dezember 1995 in Westeuropa allerdings lediglich 20.000 weitere Einheiten des Rechners und blieb damit weit hinter den eigenen Verkaufsprognosen zurück. Eine weitere Quelle berichtet allerdings von immerhin 40.000 bis zu diesem Zeitpunkt abgesetzten Geräten. Ab 1996 wurde der A1200 im Verbund mit zwei Software-Paketen angeboten. Das Amiga-Magic-Paket enthielt neben Anwendersoftware im Wert von mehr als 1.000 DM auch zwei Spiele. Das Amiga-Surf-Paket umfasste einen mit einer 260-MB-Festplatte ausgestatteten A1200, ein 14,4-kBd-Modem sowie zusätzliche Software für einen Internetzugang bei einem günstigen Kaufpreis von 1.200 DM.
Bei aller Fortschrittlichkeit des AGA-Chipsatzes war der Amiga Mitte der 1990er Jahre den damals üblichen MS-DOS-Rechnern mit der grafischen Oberfläche Windows 3.1, VGA-Grafikkarte und Soundkarte vor allem grafiktechnisch unterlegen, sodass jetzt auch zunehmend anspruchsvolle Spiele auf der viel weiter verbreiteten PC-Plattform erschienen, während nur noch wenig neue Software für den vergleichsweise kleinen Amiga-Markt entwickelt wurde. Dadurch sank vor allem die Attraktivität des Heimcomputermodells A1200. Lediglich auf dem Gebiet der Videobearbeitung konnte sich das High-End-Modell Amiga 4000 noch eine Weile lang behaupten. Es gelang Escom aber nicht mehr, mit den Amiga-Modellen der dritten Generation einen größeren Marktanteil zu erobern.

## Tastatur, Gehäuse und Schnittstellen
Die Tastatur des A1200 besitzt 96 Tasten und entspricht weitgehend dem damaligen Industriestandard. Sie ist in vier Bereiche unterteilt: die Haupttastatur, das numerische Tastenfeld, den Cursortastenblock sowie zehn Funktionstasten. Neben den üblichen Sondertasten besitzt der Rechner außerdem zwei Amiga-Tasten, die links bzw. rechts der Leertaste angeordnet sind und insbesondere der Menüauswahl dienen.
Der A1200 besitzt ein rechteckiges Gehäuse aus hellbeigem Kunststoff, das 49 cm × 24,5 cm × 7 cm (Breite × Tiefe × Höhe) misst. Der Rechner ist ab Werk mit einem internen 3½-Zoll-Diskettenlaufwerk mit einer Speicherkapazität von 880 kB ausgestattet, dessen Öffnung sich auf der rechten Seite befindet. Oberhalb des numerischen Zifferblocks befinden sich drei LED-Kontrollanzeigen, die über den Stromfluss, den Status des Diskettenlaufwerks sowie die Betriebsbereitschaft der optionalen internen Festplatte Auskunft geben. Auf der Oberseite sind außerdem zahlreiche Lüftungsschlitze ins Gehäuse eingelassen. Die Stromversorgung läuft über ein externes Netzteil, das auch den Netzschalter beherbergt.
Auf der Rückseite verfügt der A1200 über zahlreiche Schnittstellen zum Anschluss von Peripheriegeräten. Dazu zählen zwei 9-polige Sub-D-Stecker für Joystick und Maus, ein 25-poliger Sub-D-Stecker als serielle Schnittstelle, eine 25-polige Sub-D-Buchse als parallele Schnittstelle, eine 23-polige Sub-D-Buchse für ein externes Diskettenlaufwerk, ein 23-poliger Sub-D-Stecker für das analoge RGB- bzw. das digitale RGBI-Videosignal, zwei Cinch-Buchsen für Composite-Farbvideo, eine Antennenbuchse am HF-Modulator zum Anschluss eines handelsüblichen Farbfernsehers sowie zwei Cinch-Buchsen für das Stereo-Audiosignal. Auf der linken Gehäuseseite befindet sich außerdem ein 68-poliger Standard-Steckplatz für eine 16-Bit-PCMCIA-Speicherkarte. Da die Standardisierung dieser Schnittstelle zum Zeitpunkt der Fertigungsaufnahme noch nicht abgeschlossen war, ist die verbaute Schnittstelle nicht vollständig kompatibel zum endgültigen PCMCIA-Standard.
Auf der Unterseite besitzt der Rechner schließlich einen CPU-Erweiterungssteckplatz, die sog. trapdoor (dt. „Falltür“) mit zwei internen Schnittstellen, die durch eine Abdeckung vor Staub geschützt sind. Dabei handelt es sich um einen 44-poligen AT-IDE-Pfostenstecker zum Betrieb von internen IDE-Festplatten sowie um einen 150-poligen lokalen Prozessorbus zum Einstecken von Turbokarten mit zusätzlicher CPU.

Tastatur, Gehäuse, interne Schnittstellen und Turbokarte Blizzard III
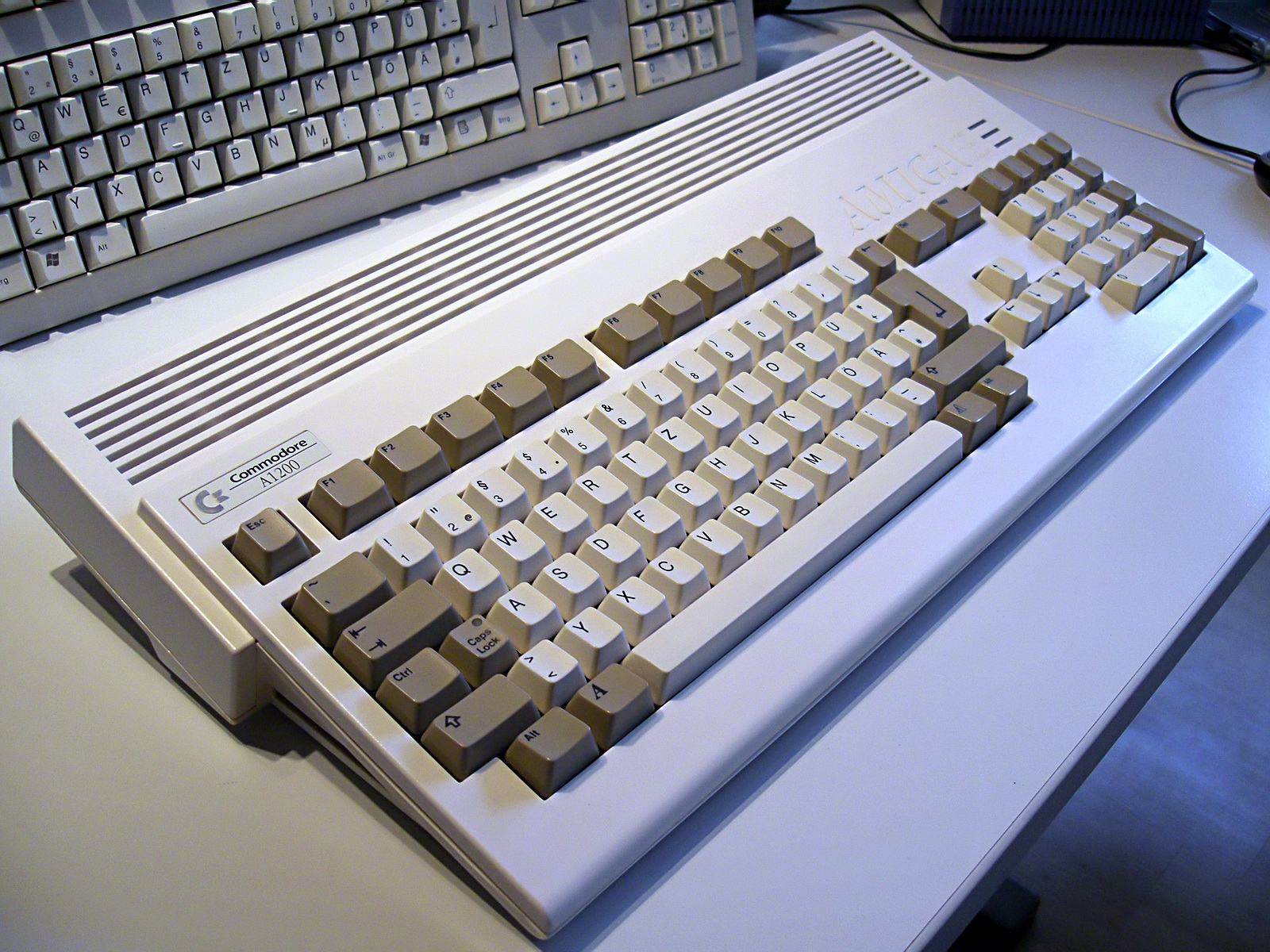
Gehäuse des A1200 mit Tastaturfeld und PCMCIA-Schnittstelle (links)
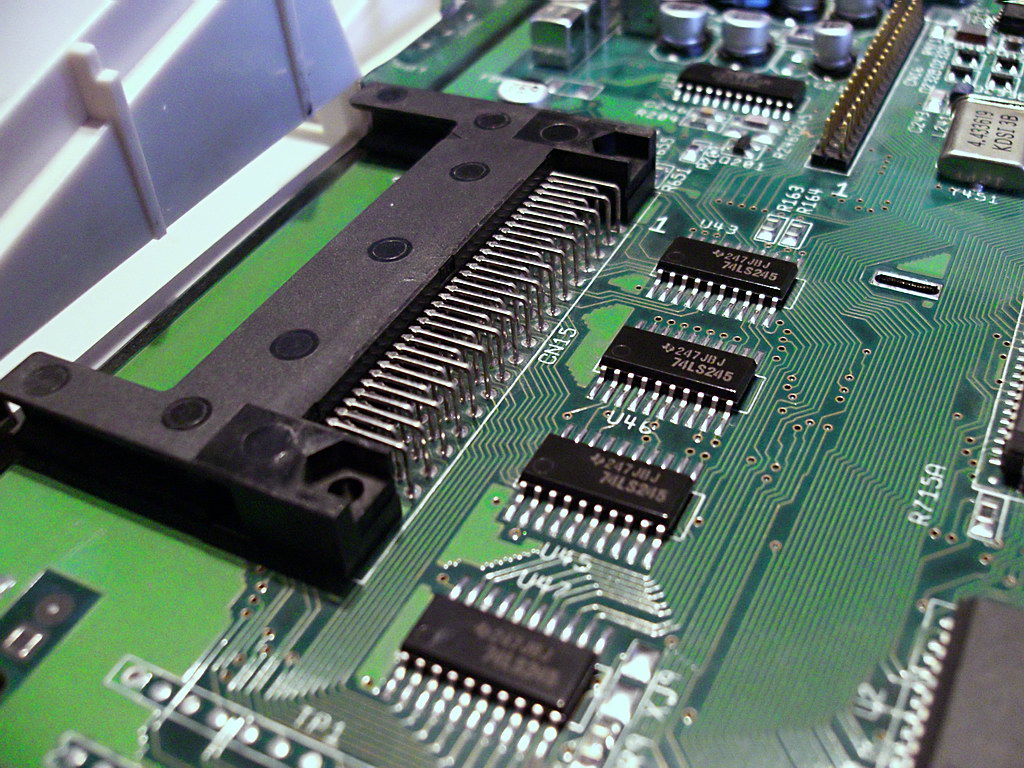
Teil der Hauptplatine mit PCMCIA-Schnittstelle
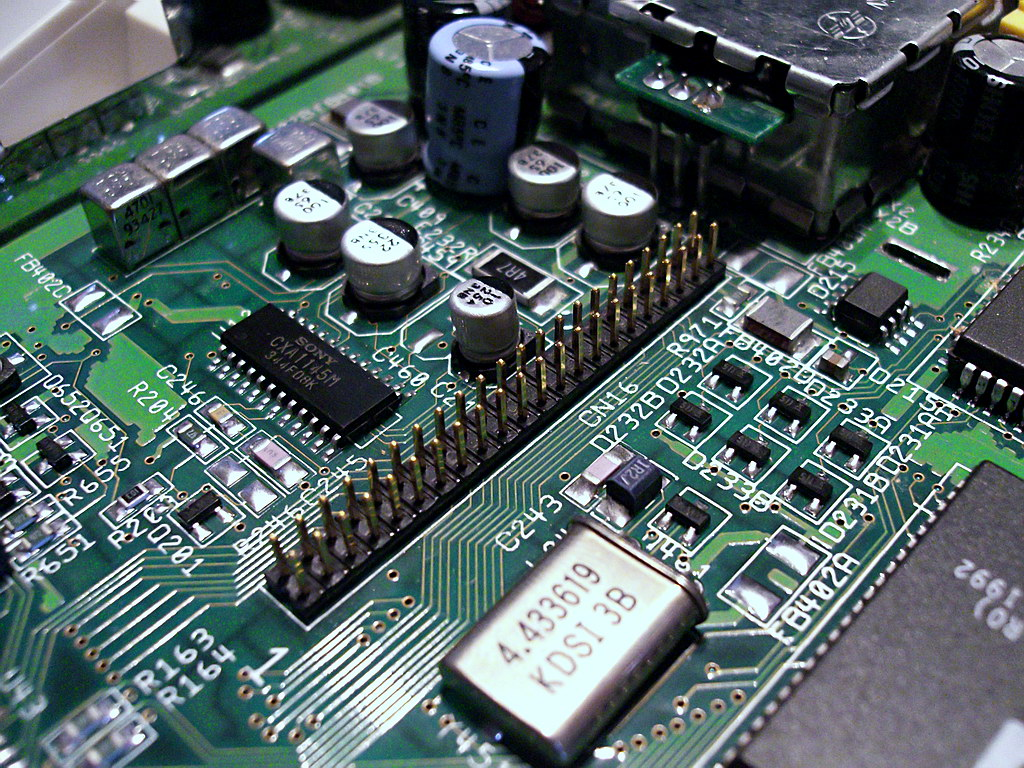
AT-IDE-Schnittstelle (intern)
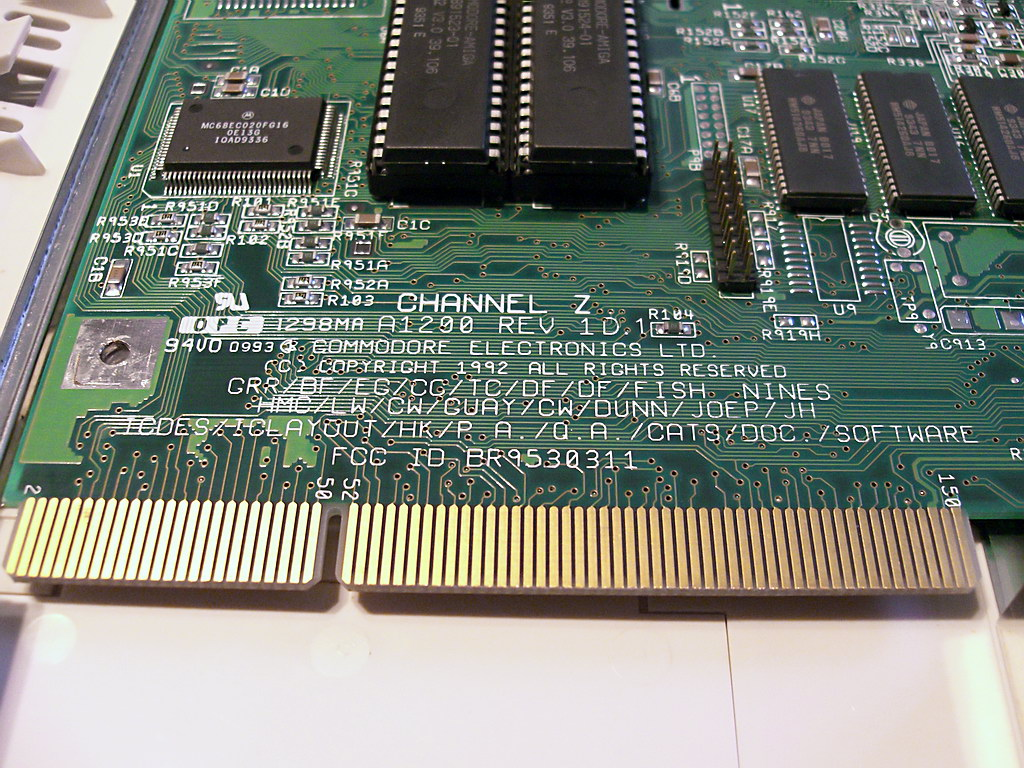
CPU-Erweiterungssteckplatz für Turbokarten, Speicherkarten etc. (intern)
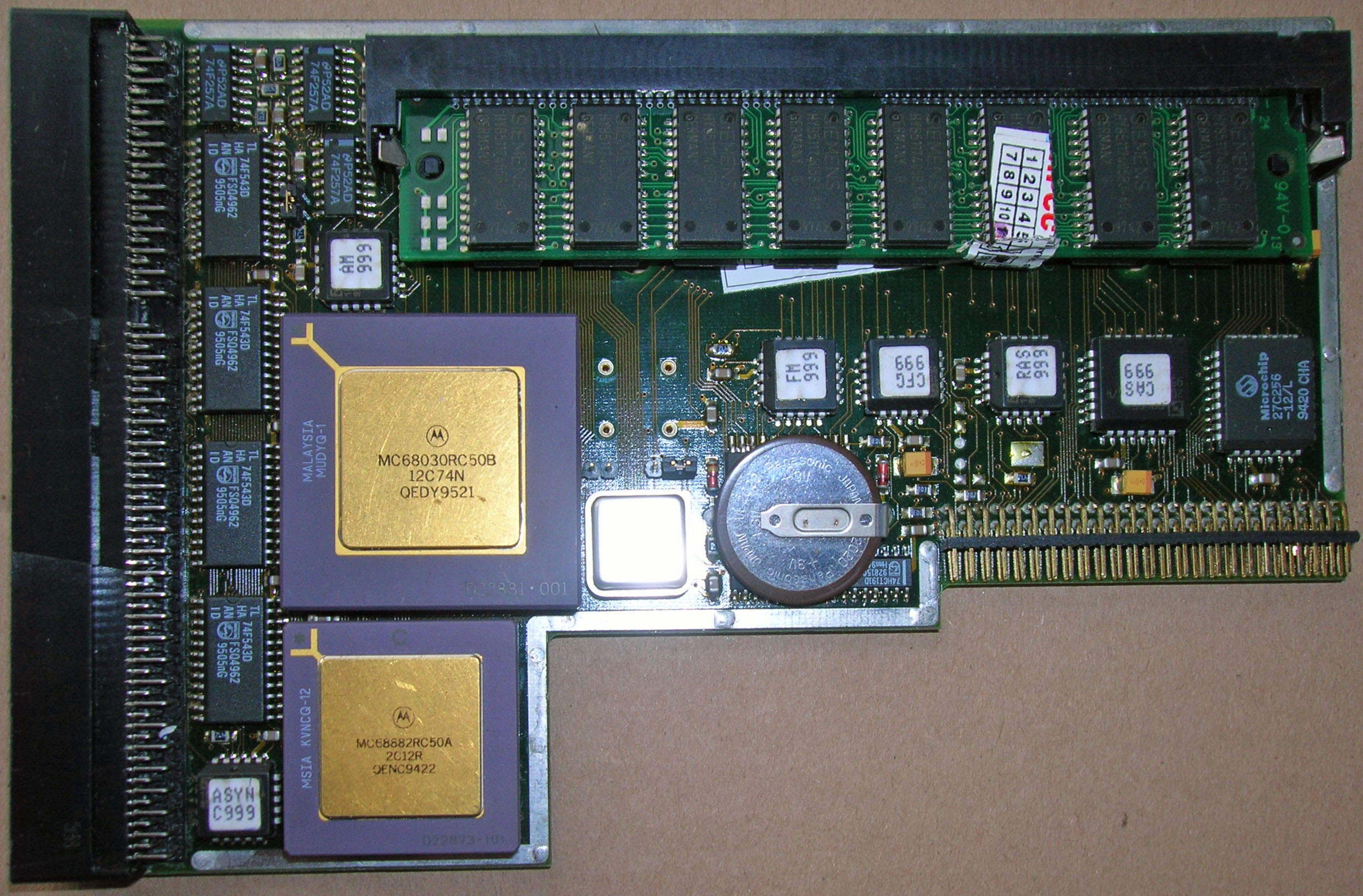
Turbokarte Blizzard III mit Hauptprozessor Motorola 68030

## Mikrochips

### Hauptprozessor
Im A1200 dient ein Motorola 68EC020 mit einer Taktfrequenz von 14 MHz als Hauptprozessor. Diese CPU basiert auf dem Motorola 68020, der 1984 die Serienreife erreichte und als erster echter 32-Bit-Prozessor der Motorola-68000er-Familie gilt. Genau wie dieser verfügt auch der Motorola 68EC020 über einen 32-Bit-Datenbus und einen entsprechenden Registersatz, unterscheidet sich aber durch seine Adressbusstrukturen vom ursprünglichen Motorola 68020. Der Adressbus der im A1200 verbauten Variante weist nämlich eine Wortbreite von lediglich 24 Bit auf, womit in der Vollausbaustufe immerhin theoretisch ein Adressraum von 16 MB RAM ansteuerbar ist, die dem System per Speichererweiterungskarte hinzugefügt werden können. Von diesen 16 MB RAM können bis zu 2 MB als Chip-RAM und der Rest als Fast-RAM bzw. als I/O-Adressraum eingerichtet werden. Alternativ können über den CPU-Erweiterungssteckplatz Turbokarten mit vollwertigen 32-Bit-Hauptprozessoren nachgerüstet werden, um die Arbeitsgeschwindigkeit des A1200 unter Umgehung des Hauptprozessors auf das Niveau des Amiga 4000 (oder darüber hinaus) zu erhöhen. Besonders verbreitet waren Turbokarten wie die Blizzard III, die mit einem auf 50 MHz getakteten Motorola 68030, Fast-RAM-Sockeln sowie einem parallelen SCSI-Controller ausgestattet sind.

### AGA-Chipsatz
Zwecks Entlastung des Hauptprozessors ist der A1200 mit einem System aus mehreren Koprozessoren ausgestattet, die für Videosignal, Tonausgabe, Ein- und Ausgabeoperationen sowie Speicherverwaltung verantwortlich sind. In ihrer Gesamtheit werden diese in ihrer Funktionsweise eng aufeinander abgestimmten Koprozessoren als Advanced Graphics Architecture (kurz: AGA-Chipsatz) bezeichnet, die ursprünglich für den Amiga 4000 entwickelt worden war. In Deutschland war die AGA-Architektur zur damaligen Zeit unter der Bezeichnung „AA-Chipsatz“ bekannt, um Verwechslungen mit der gleichnamigen AGA-Grafikkarte der MS-DOS-kompatiblen Commodore-PC-Reihe zu vermeiden, die genau wie der Amiga 1000 im Jahr 1985 eingeführt worden war.
Die gesteigerte Leistungsfähigkeit der AGA-Architektur beruht auf verbesserten Custom-Chips sowie der durchgehenden Verwendung von 32-Bit-Datenbusstrukturen. Ihr Schwerpunkt besteht in der Verbesserung der Grafikfähigkeiten des A1200 im Vergleich zu den Vorgängermodellen aus der zweiten Generation der Amiga-Serie. Technikgeschichtlich geht die Designphilosophie der AGA-Architektur noch auf die Ende der 1970er Jahre unter der Führung von Jay Miner entwickelte Spielkonsole Atari 2600 sowie die 8-Bit-Atari-Heimcomputer zurück.

#### Grafikprozessor Lisa
Der immerhin seit sieben Jahren nur geringfügig veränderte Grafikprozessor Denise wurde durch den weiterentwickelten und wesentlich leistungsfähigeren Grafikchip Lisa ersetzt. So besitzt Lisa auf gleichem Raum 300.000 Transistoren mehr als ihre Vorgängerin. Prinzipiell blieb es aber bei der für die Amiga-Reihe typischen Verwendung von Bitplanes, von denen im neuen HAM8-Modus statt der bisherigen sechs nunmehr bis zu acht gleichzeitig bei der Erzeugung des RGB-Videosignals übereinander gelegt werden können. Mit ihrem 24-Bit-Farbraum ist Lisa in der Lage, 256 Farben gleichzeitig aus einer Palette von 16.777.216 Möglichkeiten in jeder Auflösung auf den Bildschirm zu bringen. Im Betrieb mit den in Europa üblichen PAL-Monitoren arbeitet Lisa mit sechs verschiedenen, vom Betriebssystem unterstützten Standard-Grafikmodi, die sich in puncto Auflösung und Bildwiederholfrequenz voneinander unterscheiden: SuperHiRes (1280 × 256), SuperHiRes Interlace (1280 × 512), HiRes (640 × 256), HiRes Interlace (640 × 512), LowRes (320 × 256) sowie LowRes Interlace (320 × 512). Theoretisch sind horizontale Auflösungen von mehr als 1.200 Pixeln möglich und im erwähnten HAM8-Modus können sogar fast so viele Farben gleichzeitig zur Darstellung gebracht werden, wie es Bildschirmpunkte gibt, was bei einer maximalen sichtbaren Auflösung von SuperHiRes Interlace Overscan (1504 × 576) einer Farbpalette von 866.304 Farben entspricht und damit praktisch Echtfarben sehr nahe kommt.

#### Custom-Chip Alice
Der ursprüngliche Custom-Chip Agnus und seine Nachfolger (unter ihnen etwa der Fat Agnus) wurden durch die deutlich verbesserte Alice ersetzt, die gezielt auf die neuen 32-Bit-CPUs der Typen 68020 und höher von Motorola zugeschnitten ist. Die offiziell als MOS Technology 8374 bezeichnete Alice koordiniert mit Hilfe eines eingebauten Adressgenerators mit integrierter DMA-Logik die nicht gleichzeitig möglichen Zugriffe von CPU, Grafikprozessor Lisa und Soundchip Paula auf den ab Werk eingebauten Arbeitsspeicher von 2 MB Chip-RAM. Alice hilft außerdem mit zwei internen Koprozessoren (Blitter und Copper) beim Bildaufbau und ist überdies in der Lage, Speicherinhalte mit hoher Geschwindigkeit zu verschieben.

#### Soundchip Paula
Unverändert blieb dagegen der mit vier 8-Bit-Stereo-Kanälen ausgestattete digitale Soundchip Paula, dessen Design seit der Einführung der Amiga-Serie im Jahr 1985 keine nennenswerten Veränderungen erfahren hatte. Jeder Soundkanal verfügt über einen eigenen Digital-Analog-Umsetzer (DAC; engl. für Digital-to-Analog Converter). Um Töne oder Geräusche zu erzeugen, müssen die digitalen 8-Bit-Sounddateien erst von der CPU in den Arbeitsspeicher eingeschrieben werden, bevor sie von Alice Byte für Byte an Paula gesendet und über die vier DACs dann schließlich an die externen Analog-Lautsprecher übermittelt werden können.
Neben der Klangerzeugung dient Paula auch als I/O-Baustein und ist für die Ansteuerung der Diskettenlaufwerke sowie der über die serielle Schnittstelle angeschlossenen Peripheriegeräte zuständig.

### Speicherchips
Der A1200 besitzt einen Arbeitsspeicher von 2 MB Chip-RAM, die auf vier dynamische 32-Bit-CMOS-RAM-Chips des Typs 424260-80 mit einer Speicherkapazität von jeweils 512 kB verteilt sind. Der Hauptprozessor kann nur über den Koprozessor Alice auf das Chip-RAM zugreifen. Über Fast-RAM, das ausschließlich der CPU zur Verfügung steht und somit kürzere Zugriffszyklen erlaubt, verfügt der Rechner nicht von Haus aus. Es kann im Bedarfsfall aber nachgerüstet werden.
Das Betriebssystem ist in zwei 16-Bit-ROM-Chips untergebracht, die jeweils ein Speichervolumen von 256 kB besitzen und zusammen eine Wortbreite von 32 Bit erreichen. Insgesamt belegt das Betriebssystem damit 512 kB ROM.

Hauptplatine, Mikroprozessoren und Speicherchips
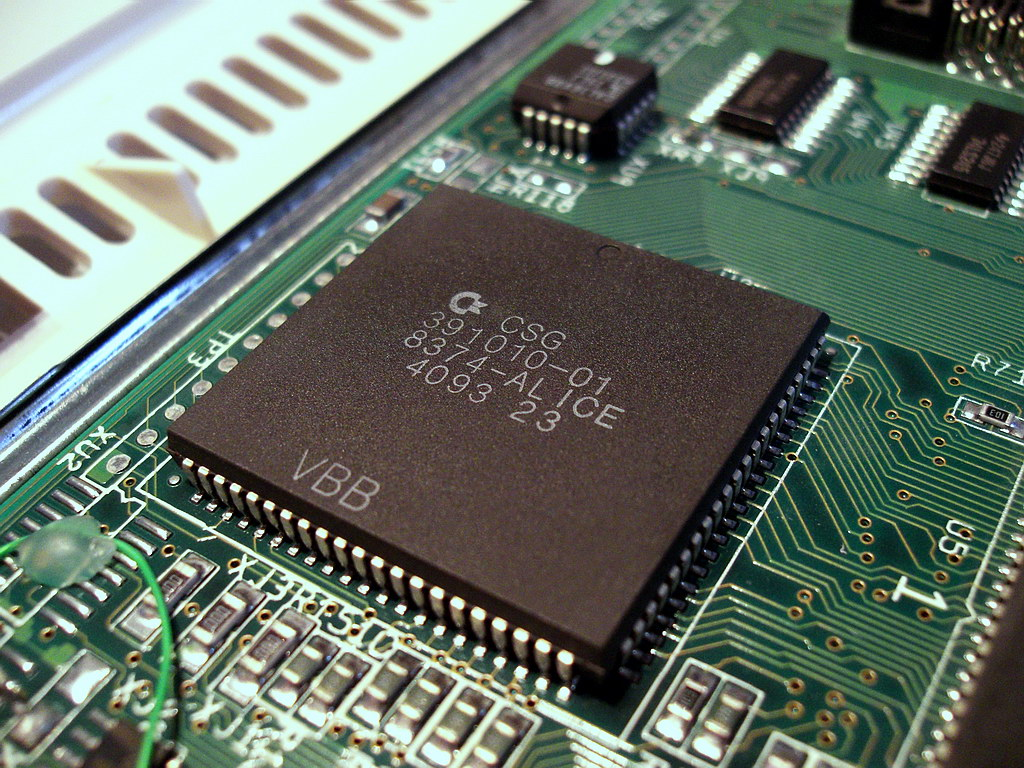
Custom-Chip Alice im PLCC-Gehäuse (MOS Technology 8374)
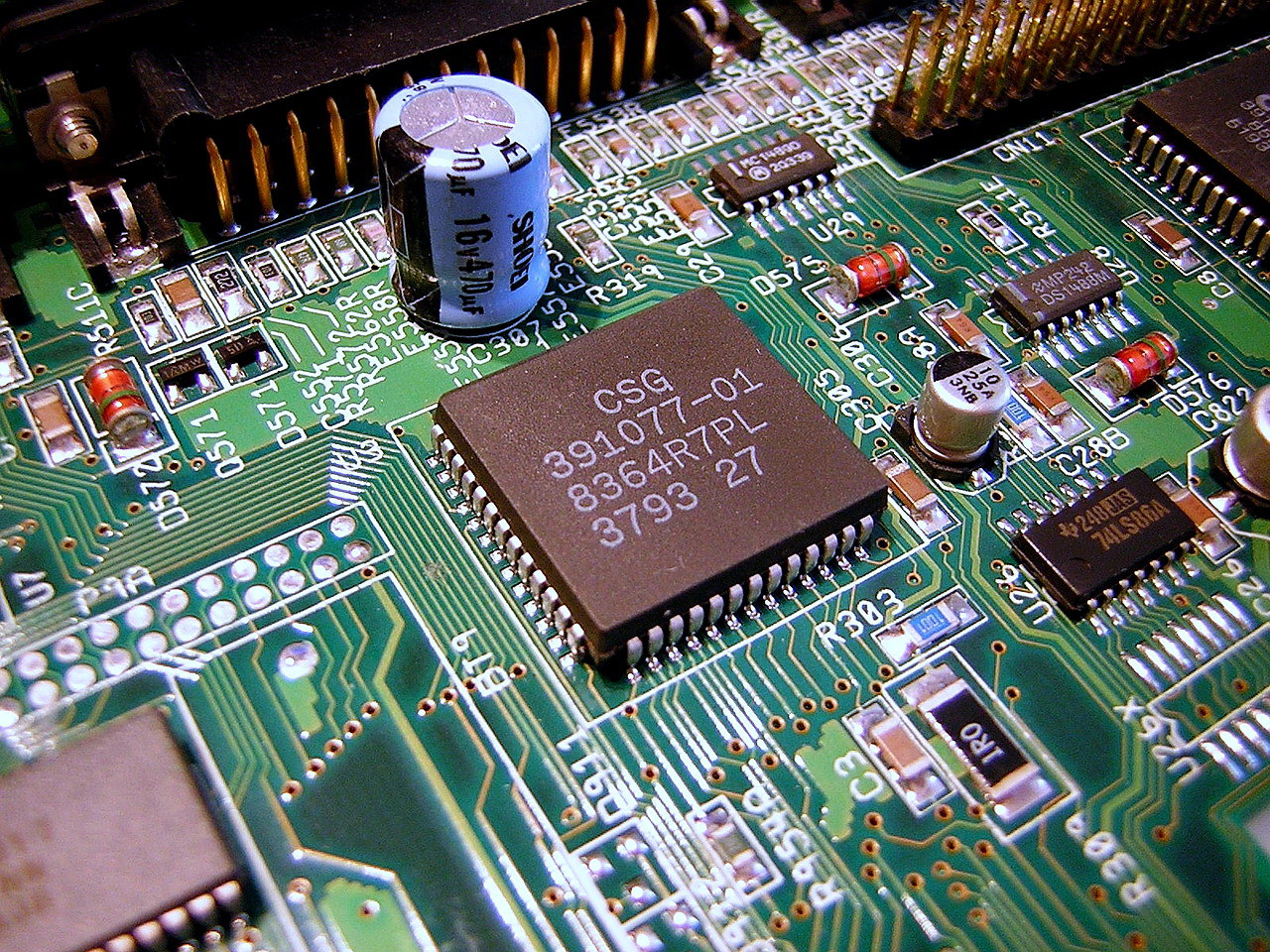
Soundchip Paula im PLCC-Gehäuse (MOS Technology 8364)
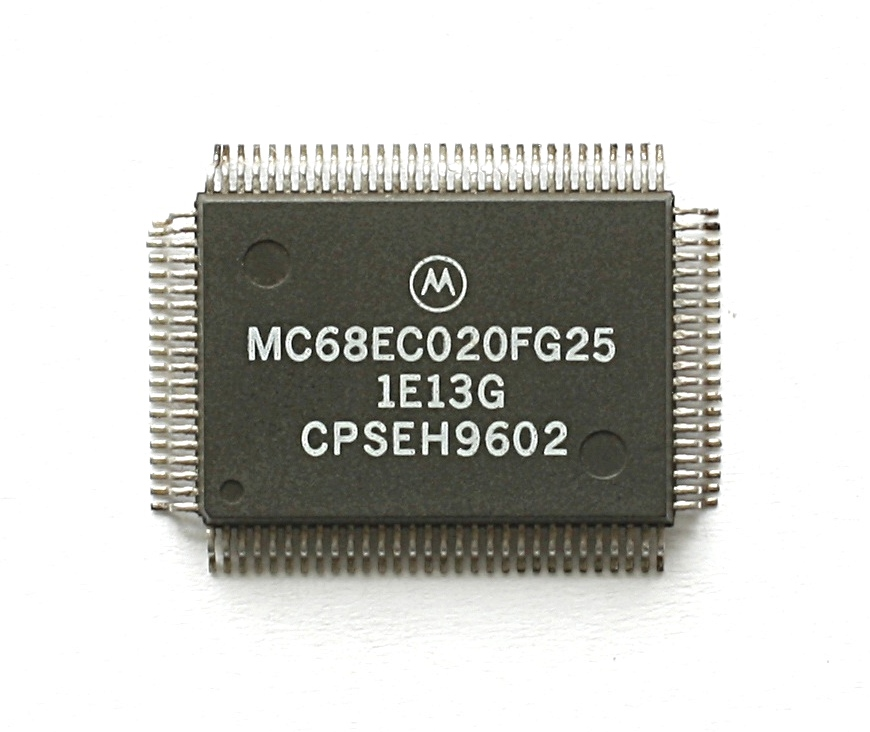
CPU Motorola 68EC020 im PQFP-Gehäuse
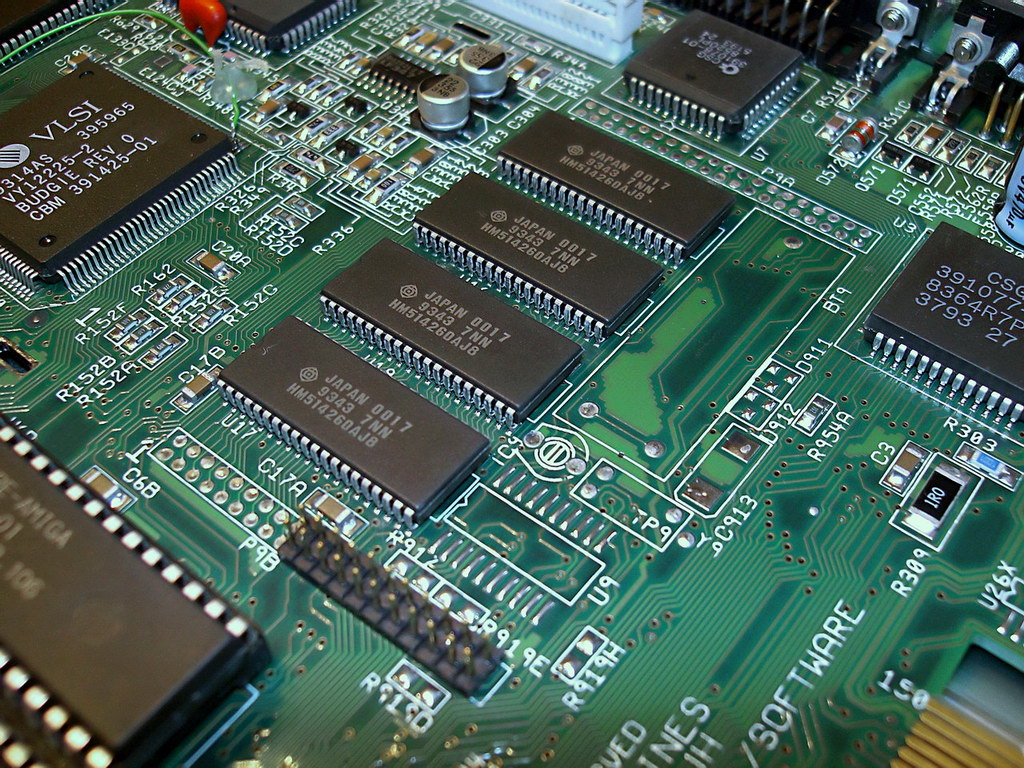
DRAM-Chips im DIP-Gehäuse Universal-Chip Budgie im PQFP-Gehäuse
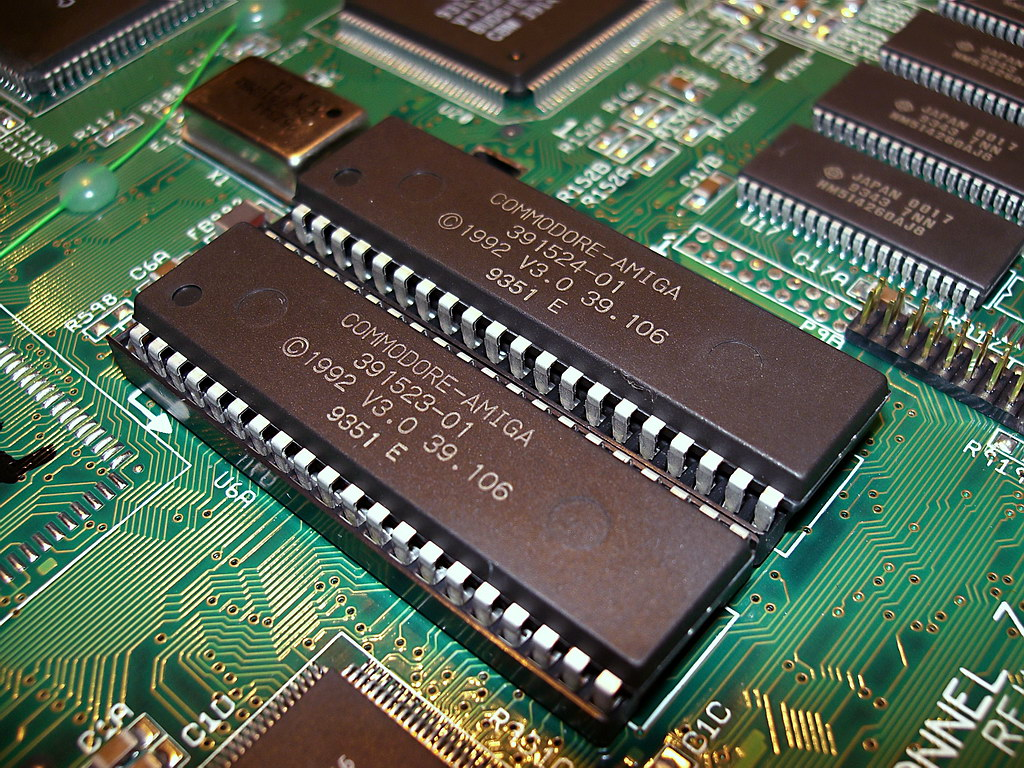
Betriebssystem-ROM-Chips im DIP-Gehäuse

## Rechnerarchitektur
Den Kern der Rechnerarchitektur des A1200 bildet der Systembus, der für den Austausch von Daten zwischen den Systemkomponenten genutzt wird. Der Systembus verfügt über einen durchgehenden 32-Bit-Datenbus sowie einen 24-Bit-Adressbus. Die Steuerung des Systembusses und die Koordination von Buszugriffen seitens des Hauptprozessors bzw. der Koprozessoren des AGA-Chipsatzes besorgen die beiden Spezialchips Gayle und Budgie.

### Mehrzweckbaustein Gayle
Bei Gayle handelt es sich um ein multifunktionales Gate-Array, das aus verschiedenen Komponenten besteht, die über Glue Logic miteinander verbunden sind. Gayle übernimmt die Aufgabe der Adressdecodierung und unterstützt ausschließlich synchrone Operationen der CPU. Überdies fungiert sie als IDE-Controller für die interne Festplatte und ist für die Steuerung der PCMCIA-Schnittstelle verantwortlich.

### Buscontroller Budgie
Auch bei Budgie handelt es sich um einen Mehrzweckbaustein mit einem breiten Spektrum an Bussteuerungs- und Logikfunktionen. Die Hauptaufgabe besteht jedoch im Busmanagement, weshalb sie meist als Buscontroller gehandelt wird. So verfügt Budgie über einen Puffer zum Zwischenspeichern von Bildinformationen und kontrolliert die Datenflussrichtungen auf dem Datenbus. Außerdem erfüllt Budgie noch eine Reihe von Logikfunktionen, wie etwa die der Taktgenerierung.

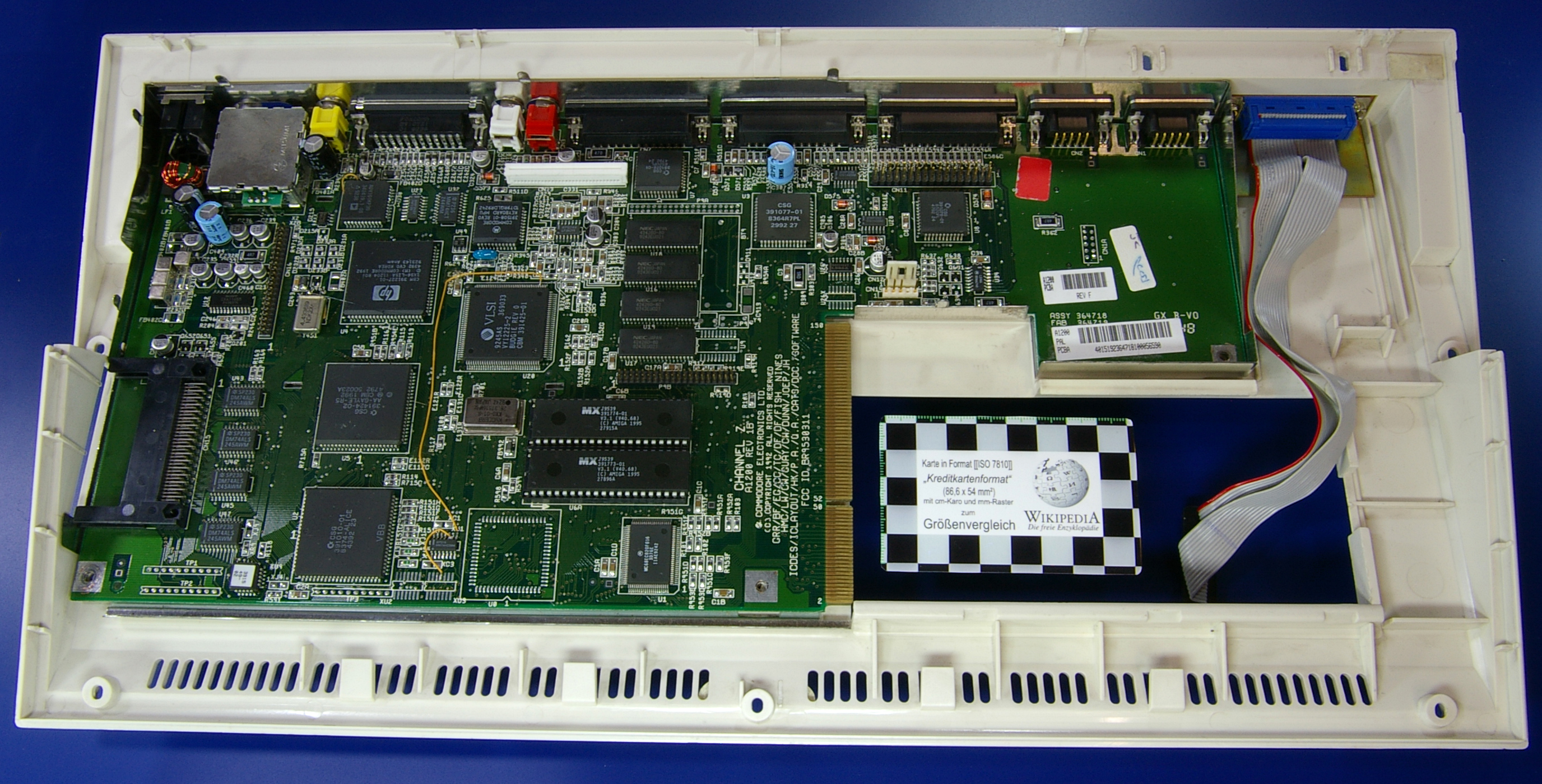
Hauptplatine des A1200 mit Systembus, elektronischen Baugruppen, AGA-Chipsatz, HF-Modulator, internen sowie externen Schnittstellen und CPU-Erweiterungssteckplatz

## Modellvarianten

### Commodore-Modelle
Der A1200 war bis April 1994 in zwei Modellvarianten erhältlich. Neben der Grundversion brachte Commodore ein Modell heraus, das ab Werk neben dem ins Gehäuse integrierten 3½-Zoll-Diskettenlaufwerk mit 880 kB Speicherkapazität bei doppelter Aufzeichnungsdichte (Double Density) zusätzlich mit einer internen 2½-Zoll-Festplatte mit einer Speicherkapazität von wahlweise 20 oder 40 MB ausgestattet ist. Diese Modellvariante war unter der Bezeichnung „Amiga 1200HD“ (kurz A1200HD) bekannt, wobei das Anhängsel „HD“ für hard disk steht, also dem englischen Wort für „Festplatte“.

### Escom-Modelle

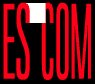
Escom-Logo

Überarbeitetes Typenlogo der Escom-Variante des A1200

Die von der Escom-Tochter Amiga Technologies ab Mai 1995 auf den Markt gebrachten Modelle behielten die schon von Commodore eingeführten Modellbezeichnungen. Technisch unterscheiden sie sich kaum von den ursprünglichen Modellvarianten, da eine technische Überarbeitung des Rechners aufgrund fehlender oder unvollständiger Dokumentation seitens Commodore praktisch unmöglich war. Beispielsweise musste der Soundchip Paula erst mühevoll Schicht für Schicht abgefräst werden, um seine Funktionsweise zu klären. Das Gehäuse besteht allerdings aus einem anderen Kunststoff.
Das Typenlogo wurde an das Firmenlogo von Amiga Technologies angepasst und nach dem Vorbild des weiß-rot gemusterten Balles aus der berühmten Boing-Demo von der Winter Consumer Electronics Show des Jahres 1984 entsprechend neu gestaltet.
Darüber hinaus musste das 3½-Zoll-Diskettenlaufwerk eines anderen Drittanbieters verbaut werden, da das ursprünglich verwendete Modell mittlerweile nicht mehr hergestellt wurde. Obwohl es recht teuer war, fiel die Wahl dabei auf ein an sich bereits veraltetes DD-Laufwerk von Mitsumi, da der Soundchip Paula nicht mit den neueren HD-Laufwerken synchronisiert werden konnte. Die Verwendung des Mitsumi-Modells führt zu Einschränkungen bei der Kompatibilität, insbesondere im Falle von Computerspielen, die noch für die Commodore-Version des A1200 geschrieben worden waren und unter Umgehung des Betriebssystems direkt auf die Hardware des internen Laufwerks zugreifen.
Die interne Festplatte der Escom-Version des A1200HD besitzt außerdem eine gegenüber der Commodore-Variante deutlich erhöhte Speicherkapazität von 170 MB.

## Betriebssystem
Wie in den anderen Modellen der Amiga-Reihe kommt auch im A1200 das modular aufgebaute Betriebssystem AmigaOS zum Einsatz. Das AmigaOS ist von Haus aus multitaskingfähig und besteht aus der als grafische Benutzeroberfläche (GUI) dienenden Amiga Workbench sowie dem Kickstart, das diejenigen Komponenten des Betriebssystems enthält, die fest in die ROM-Speicherchips des Rechners eingebrannt sind. Dazu zählen der Betriebssystemkern Exec, Teile des AmigaDOS, der Kommandozeileninterpreter Shell sowie die zentralen Systembibliotheken für das GUI. Zusätzlich müssen bei Inbetriebnahme weitere Systemdateien von einer Boot-Diskette oder einer Festplatte geladen werden.

### AmigaOS 3.0

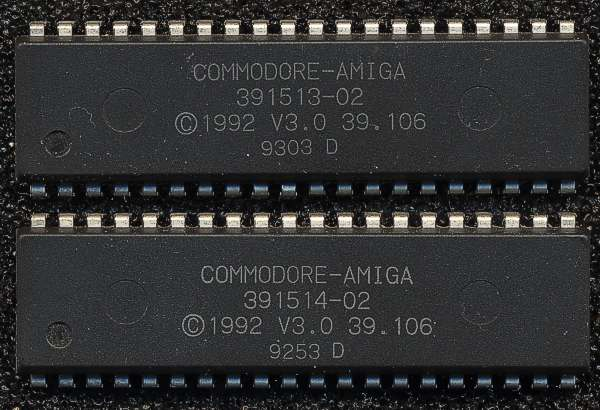
ROM-Chips mit Kickstart 3.0 (1992)

Um die Grafikfähigkeiten des AGA-Chipsatzes zur vollen Entfaltung zu bringen, wurde für die Amiga-Modelle der dritten Generation eine neue Version des Betriebssystems AmigaOS entwickelt, das AmigaOS 3.0. Es löste die Versionen AmigaOS 2.04 für den A500Plus sowie AmigaOS 2.1 für den A600 sowie den Amiga 3000 ab.
Zu den grafischen Verbesserungen zählen neue Mauspfeil-Bedienelemente, eine Menüleiste in 3D-Optik sowie Menüfenster in schwarz-weißer Farbgebung. Auch das Bootmenü wurde überarbeitet und enthält nun umfangreiche Möglichkeiten zur System-Fehlerdiagnose. Ein weiteres Charakteristikum des AmigaOS 3.0 besteht in der Einführung von Multiview mit einem eigenen Hypertextformat namens AmigaGuide, das vor allem für Hilfstexte zur Erleichterung der Bedienung gedacht war. Überdies gestattet das überarbeitete Betriebssystem erstmals die Wahl eigener Hintergrundbilder statt der bis dahin üblichen Hintergrundmuster.

### AmigaOS 3.1
1994 erschien mit dem AmigaOS 3.1 eine geringfügig verbesserte Version des AmigaOS 3.0 für die Amiga-Modelle 4000 und 1200 sowie die Spielekonsole CD³², die neben einer erweiterten Programmbibliothek für Grafikkarten-Gerätetreiber namens ReTargetable Graphics (RTG) mit 24-Bit-Farbtiefe zusätzliche Dateitypen zur Verfügung stellt. Außerdem gestattet diese Version des Betriebssystems das Betreiben eines CD-ROM-Laufwerks. Das AmigaOS 3.1 stellt die letzte offizielle Version des Betriebssystems für klassische Amiga-Rechner dar. Später diente das AmigaOS 3.1 auch als Update für die genannten älteren Amiga-Modelle (A500, A600, A2000 und A3000).

## Erweiterungen

### CD1200
Das CD1200 war ein CD-Laufwerk, das von Commodore speziell für den A1200 entwickelt wurde. Das Gerät war serienreif, gelangte jedoch aufgrund der Insolvenz von Commodore nicht mehr zur Auslieferung. Das CD1200 bestand aus einer internen Erweiterungskarte, die in den Erweiterungsschacht des A1200 eingebaut wurde. Das externe CD-Laufwerk wurde mit dieser Karte über ein Kabel verbunden, welches durch die dafür bereits vorgesehene Aussparung rechts hinten am Gehäuse des A1200 herausgeführt wurde. Das Laufwerk ähnelte optisch dem CD32, war jedoch farblich passend zum Gehäuse des A1200. Die Erweiterungskarte verfügte auch über einen Akiko-Chip und machte somit den A1200 vollständig hardwarekompatibel zum CD32. Des Weiteren war ein Steckplatz für RAM-Module auf der Karte vorhanden. Das CD1200 sollte mit einem Gamecontroller ausgeliefert werden, der dem des CD32 glich, jedoch in weißer Farbe. Die Audioausgabe der CD wurde mit der des Amiga-Soundchips gemischt. So waren bei Spielen qualitativ hochwertige Soundtracks möglich, bei denen die Musik von CD gestreamt wurde.
Strategisch gesehen hoffte Commodore, durch die Auslieferung von Software auf CD-ROM statt auf Disketten dem Raubkopier-Problem auf dem Amiga entgegenwirken zu können. Dies erklärt auch, warum der A1200 kein verbessertes Diskettenlaufwerk und keinen verbesserten Soundchip gegenüber dem A500 aufwies: So wurde ein klarer Kaufanreiz zum Erwerb des CD1200 gesetzt.

## Rezeption

### Zeitgenössisch
In Europa wurde der A1200 mit Begeisterung aufgenommen. In den Testberichten der gängigen Computerzeitschriften fielen die Urteile vor allem im Hinblick auf die Leistungsfähigkeit der AGA-Architektur weitgehend positiv aus, und die dritte Generation der Amiga-Reihe wurde im Gegensatz zur Vorgängergeneration als echte Innovation wahrgenommen. Lob erfuhren neben der durchgehenden 32-Bit-Architektur des neuen Rechners, die ihn in Kombination mit der neuen CPU drei- bis fünfmal schneller machten als vorherige Amiga-Modelle, vor allem die als herausragend empfundenen Grafikfähigkeiten des A1200.
Kritik rief die Verwendung des Motorola-68EC020-Hauptprozessors hervor, welcher dem Motorola 68030 und Intel i386 deutlich unterlegenen war. Auch die gegenüber den Vorgängermodellen nicht verbesserten Soundfähigkeiten des A1200 wurden bemängelt, sowie das Fehlen eines HD-Diskettenlaufwerks, wie es im PC-Umfeld zu dieser Zeit bereits Standard war. Schmerzlich vermisst wurde des Weiteren ein Chunky-Pixel-Modus zur Darstellung von schneller 3D-Grafik, wie ihn die im PC-Bereich zu dieser Zeit aufkommenden VGA-Grafikkarten boten. Die Programmierung von 3D-Spielen im Stil von „Doom“ oder „Wing Commander“ blieb so auf dem Amiga schwer bis unmöglich, was seinerzeit viele Anwender zum Umstieg auf den PC veranlasste.

### Retrospektiv
Auch aus technikgeschichtlicher Perspektive erfährt der A1200 eine positive Bewertung. So wird der Rechner zu den wenigen Modellen gezählt, bei denen der Hersteller Commodore International „fast alles richtig gemacht hatte“. Der letzte Amiga-Heimcomputer habe der vom Konkurs bedrohten Herstellerfirma neue Impulse gegeben und sei aufgrund seiner hohen Leistungsfähigkeit bei vergleichsweise günstigen Kaufpreisen bei der Kundschaft „äußerst beliebt“ gewesen.
Trotz seiner Beliebtheit haftet dem Amiga 1200 an, dass der Amiga-Plattform der Sprung vom 16- ins 32-Bit-Zeitalter nicht gelang. Während das Vorgängermodell Amiga 500 als technisch führend in der 16-Bit-Generation galt, war der Amiga 1200 in der 32-Bit-Generation insgesamt nicht mehr konkurrenzfähig. Dies spiegelte sich auch in den Verkaufszahlen wider und läutete letztlich den Niedergang von Commodore ein.

## Retrocomputing-Szene

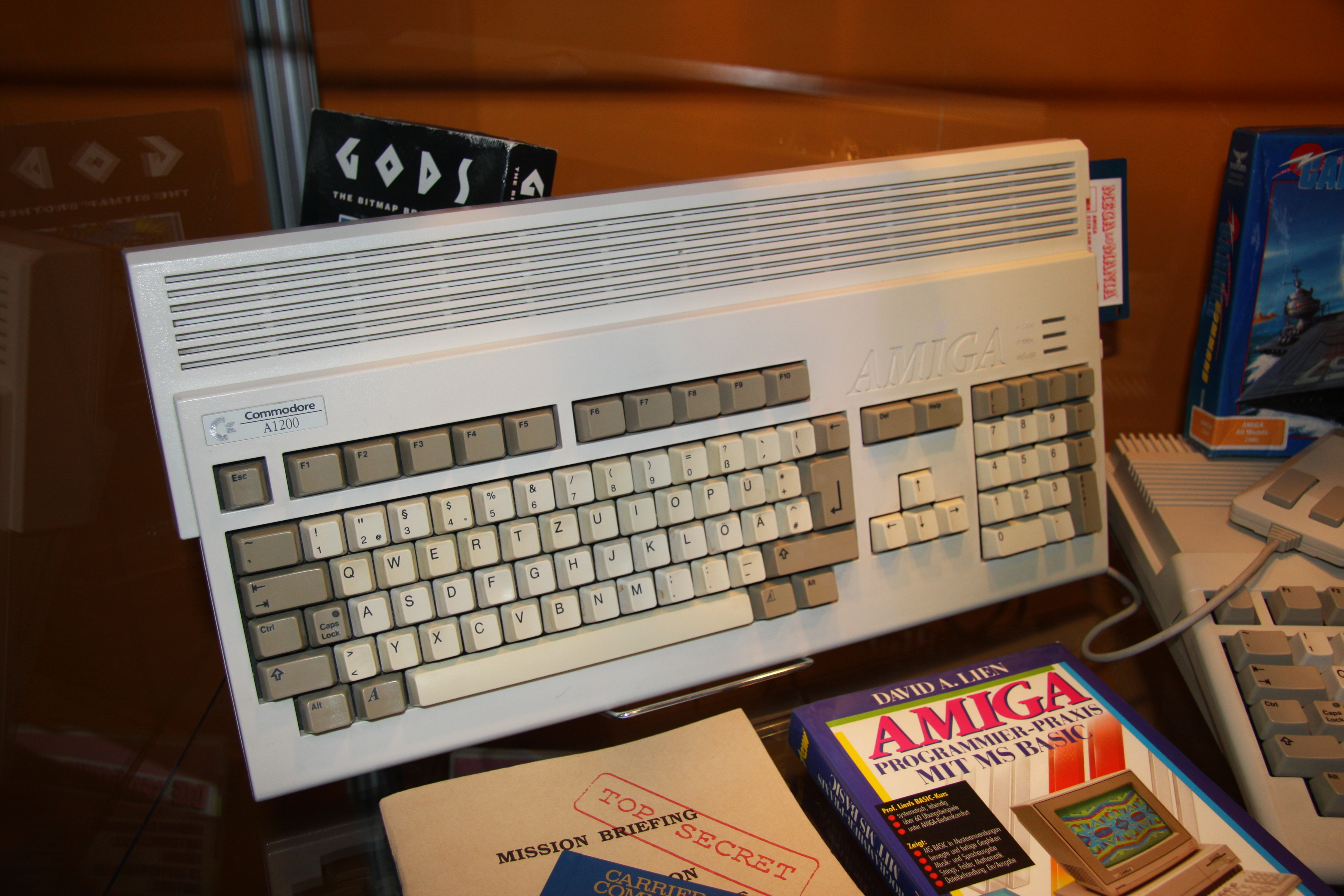
Commodore-Version des A1200 als Exponat auf der Gamescom 2009

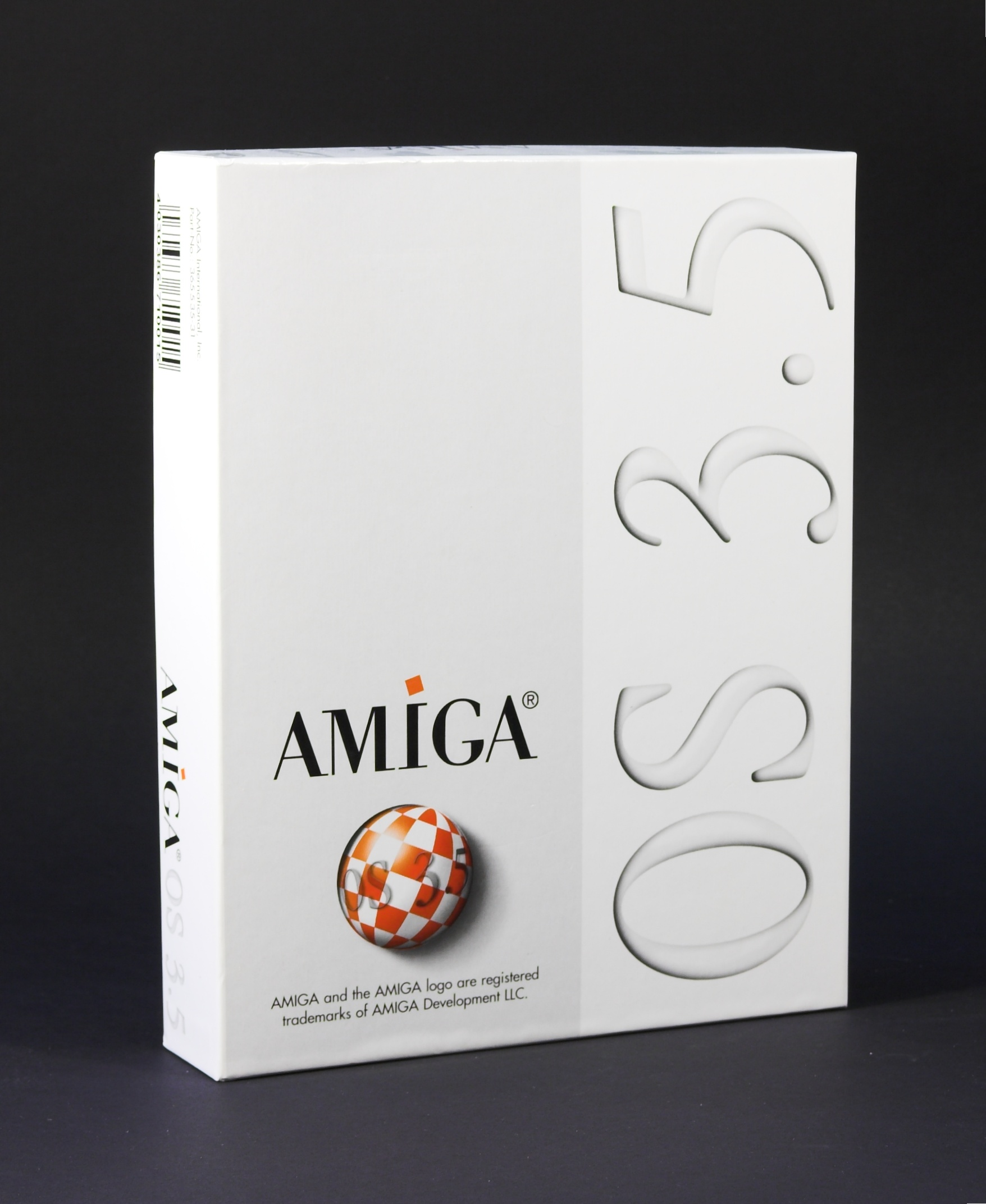
AmigaOS 3.5 (2000)

Um den A1200 und andere Amiga-Modelle hat sich in den letzten Jahren eine lebendige Retrocomputing-Szene herausgebildet, die neben neuen Demos und Programmen auch neue Hardware-Erweiterungen für den Rechner produziert. Außerdem ist der Rechner auf technikhistorischen Webseiten sowie in Computermuseen regelmäßig als Exponat vertreten und besitzt somit einen festen Platz im kollektiven Gedächtnis. Überdies sind von Drittanbietern im Laufe der letzten knapp zwei Jahrzehnte Neuauflagen des Betriebssystems AmigaOS wie etwa die Versionen 3.5, 3.9, 4.0 (PowerPC) oder 4.1 (PowerPC) entstanden, die gegenüber den klassischen Versionen AmigaOS 3.0 und 3.1 über eine erheblich erweiterte Funktionalität verfügen. AmigaOS 3.5 und 3.9 laufen auf allen Amiga-Modellen, nicht nur dem A1200.
Für Bastler und Retrocomputing-Begeisterte besonders interessant ist der interne Uhrenport des A1200. Ursprünglich für eine batteriebetriebene Echtzeituhr oder eine Speichererweiterung gedacht, schlummerte in dieser Schnittstelle lange ungeahntes Potenzial, welches heute etwa für diverse Controller, ISDN-Verbindungen, USB-Schnittstellen usw. genutzt wird. Aufgrund des fortgeschrittenen Alters des A1200 und der damit einhergehenden Materialermüdung ist mittlerweile ein Austausch der Elektrolytkondensatoren empfehlenswert, da diese aufgrund von Mängeln bei der Produktion eine Tendenz zum Auslaufen haben und der Hauptplatine sowie den empfindlichen elektronischen Bausteinen der noch im Betrieb befindlichen Modelle schwere Schäden zufügen können.

## Auswahlbibliografie

### Monografien
- Jörg Allner, Kerstin Allner: Computer Classics. Die Highlights aus 30 Jahren Homecomputer. Data-Becker, Düsseldorf 2003, ISBN 3-8158-2339-0.
- Brian Bagnall: Commodore: A Company on the Edge. Variant-Press, Winnipeg 2010, ISBN 978-0-9738649-6-0.
- Rainer Benda: Der Untergang von Commodore. Morschen: Skriptorium (2007), ISBN 978-3-938199-10-7.
- Winnie Forster: Spielkonsolen und Heimcomputer 1972–2009. Gameplan, Utting 2009, ISBN 978-3-00-024658-6.
- Boris Kretzinger: Commodore. Aufstieg und Fall eines Computerriesen. Skriptorium-Verlag, Morschen 2005, ISBN 3-938199-04-0.
- Michael Kukafka: Amiga - Quo vadis? Der Werdegang eines Kultcomputers.Skriptorium-Verlag, Morschen 2007, ISBN 978-3-938199-15-2.
- Jimmy Maher: The Future Was Here: The Commodore Amiga. MIT-Press, Cambridge 2012, ISBN 978-0-262-01720-6.
- Volker Mohr: Der Amiga: Die Geschichte einer Computerlegende. Skriptorium-Verlag, Morschen 2007, ISBN 978-3-938199-12-1.
- Christian Zahn, Boris Kretzinger, Enno Coners: Die Commodore-Story. CSW-Verlag, Winnenden 2013, ISBN 978-3-941287-35-8.

### Rezensionen
- Stevie Kennedy: „Evolution of the species“, In: Amiga Computing, Vol. 6, No. 1 (1993), S. 34–36.
- Richard Löwenstein: „Die Zukunft des Amigas: Amiga 1200 & Amiga 4000.“ In: Amiga Joker. 4. Jg., H. 11 (1992), S. 40–41.
- Stephan Quinkertz, Rainer Zeitler, Michael Eckert: „Arbeiten mit dem Amiga 1200: Preishammer mit Power.“ In: Amiga-Magazin. 7. Jg., H. 1 (1993), S. 6–10.